# Rie Murakawa
Rie Murakawa (村川 梨衣 Murakawa Rie, Prefectura de Saitama, 1 de junio de 1990) es una seiyū y cantante japonesa. También se la conoce como Rieshon (りえしょん), apodo que tomó de las palabras passion (pasión), reaction (reacción) y high tension (alta tensión).
Ha participado en series como Fairy Tail, Hunter x Hunter y Log Horizon, entre otras.

## Roles interpretados

### Series de Anime
2011
- Fairy Tail como Coco
- Hunter × Hunter como Reina y Shidore

2012
- Fairy Tail como Beth Vanderwood

2013
- Kin-iro Mosaic como Mitsuki Inokuma
- Non Non Biyori como Hotaru Ichijō
- Vividred Operation como Aoi Futaba

2014
- Dragon Collection como Miss Dragonia
- Escha & Logy no Atelier: Tasogare no Sora no Renkinjutsushi como Escha Malier
- Gochūmon wa Usagi Desu ka? como Megumi "Megu" Natsu
- Inō Battle wa Nichijō-kei no Naka de como Umeko Tanaka
- Log Horizon 2 como Lizé
- Mahō Shōjo Taisen como Rin Kobari
- Minarai Diva como Ruri Aoi
- Parasyte como Misaki
- SoniAni: Super Sonico the Animation como Hibiki Komatsuri
- Trinity Seven como Yui Kurata
- Z/X Ignition como Coon

2015
- Etotama como Nyaatan
- Gochūmon wa Usagi Desu ka? 2 como Megumi "Megu" Natsu
- Kyōkai no Rinne como Ageha
- Non Non Biyori Repeat como Hotaru Ichijō
- Show By Rock!! como Jacqueline
- Yurikuma Arashi como Chouko Ooki

2016
- Brave Witches como Naoe Kanno
- Chain Chronicle como Kiki
- Kyōkai no Rinne 2 como Ageha
- Re:Zero kara Hajimeru Isekai Seikatsu como Ram
- Stella no Mahō como Shiina Murakami
- Tanaka-kun wa Itsumo Kedaruge como Saionji

2017
- Action Heroine Cheer Fruits[2] como Roko Kuroki.[3]
- Dungeon ni Deai wo Motomeru no wa Machigatteiru Darou ka Gaiden: Sword Oratoria como Tiona Hiryute
- Kyōkai no Rinne 3 como Ageha
- Little Witch Academia como Constanze von Braunschbank Albrechtsberger y Wangari
- One Room como Natsuki Momohara
- Puri Puri Chii-chan!! como Chii-chan
- Re:CREATORS como Mamika Kouki
- Tsuki ga Kirei como Chinatsu Nishio
- Tsurezure Children como Kazuko Hosokawa

2018
- Caligula como Kotono Kashiwaba
- Hinamatsuri como Anzu
- Island como Sara Garandou

2020
- The God of High School como Saturn

2021
- Komi-san wa, Komyushō desu. como Najimi Osana

### Especiales
2015
- Nekota no Koto ga Ki ni Natte Shikatanai. como Haruna Hoshi

2018
- Robot Girls Z como Goobari-san

### Películas
2016
- Chain Chronicle: Haecceitas no Hikari como Kiki

### Videojuegos
- Atelier Escha & Logy: Alchemists of the Dusk Sky como Escha Malier
- Atelier Shallie: Alchemists of the Dusk Sea como Escha Malier
- Brave Witches VR - Operation Baba-Yaga - Secchū Geigeki-Sen como Naoe Kanno
- Caligula como Kotono Kashiwaba
- ISLAND como Sara Garando
- The Idolmaster Million Live como Arisa Matsuda
- Re:Zero kara Hajimeru Isekai Seikatsu -DEATH OR KISS- como Ram
- Final Fantasy XIV como Alisaie Leveilleur.
- Magia Record como Matsuri Hinata.
- Guardian Tales como Scintilla

## Música

### Carrera solista
- Night terror: sencillo lanzado el 9 de octubre de 2017. Fue el decimosexto sencillo mejor vendido en su semana de lanzamiento, con 3.131 copias.[4]
- RiESiNFONiA: CD lanzado el 26 de febrero de 2018.[5]

### Participaciones como actriz de voz

#### Gochūmon wa Usagi Desu ka??
- Junto con Sora Tokui e Inori Minase participó del primer ending de la serie de anime: Poppin Jump♪.[6]
- Participó del sencillo Character Song Series 05 Megu (Omocha Bako Happi-sm♪) en su rol como Megu. En su semana de lanzamiento vendió 5.160 copias, llegando al puesto 15 de ventas en Japón.[7]
- Como parte de "Petit Rabbit's with beans" participó del sencillo Gochuumon wa Usagi desu ka?? Dear My Sister ED "Sekai ga Cafe ni Nacchatta".[8]

#### Brave Witches
En su rol como Naoe Kanno:
- Junto con Kayo Ishida y Natsumi Tamori, ha participado del CD Hime Uta Collection Vol.2.[9]
- Junto con Ai Kakuma, Kayo Ishida y Hiromi Igarashi participó del CD Hime Uta Collection Vol.6.[10]

#### The Idolmaster
- Participó del sencillo THE@TER ACTIVITIES 01. Lo hizo junto con Miku Itō, Momo Asakura, Kotori Koiwai y Atsuki Nakamura. En su semana de lanzamiento alcanzó el tercer puesto en las listas de ventas japonesas, con 32.817 copias vendidas.[11]
- Como Arisa Matsuda, participó del CD THE IDOLM@STER MILLION LIVE! M@STER SPARKLE 07.[12]

#### Otras interpretaciones
- Interpretó el opening de la serie Escha & Logy no Atelier: Tasogare no Sora no Renkinjutsushi: Asuiro.[13]
- Para la serie Non Non Biyori cantó el ending en compañía de Kotori Koiwai, Ayane Sakura y Kana Asumi. Este tema también apareció en el OVA Non Non Biyori: Okinawa e Ikukoto ni Natta.[14][15]
- Cantó a dúo con Ayane Sakura el segundo ending de Trinity Seven: SHaVaDaVa in AMAZING♪.[16]
- También con Ayane Sakura interpretó el segundo ending de la serie Vividred Operation: WE ARE ONE!.[17]
- Interpretó el opening de la serie Etotama: Retry Rendezvous.[18]
- Cantó el opening del anime 12-Sai: Chiccha na Mune no Tokimeki: Sweet Sensation.[19] El tema, incluido en el sencillo "Sweet Sensation/Baby, My First Kiss", ha alcanzado el puesto 13 de ventas en las listas japonesas.[20]
- Como parte de "Criticrista" ha participado del sencillo Bibibi Beach♥Bibibi Beach! de la franquicia Show by Rock!!. En su semana de lanzamiento ha alcanzado el puesto 41 de ventas en las listas japonesas.[21]
- Interpretó el ending de la serie Watashi ga Motete Dōsunda: Heartbeat's Wind.[22] El sencillo vendió 4.532 copias en su semana de lanzamiento en Japón.[23]
- Junto con Inori Minase interpretará el ending Dai Dai Daisuki del videojuego Re: Zero Kara Hajimeru Isekai Seikatsu -Death or Kiss.[24]
- Cantó el opening de la serie Frame Arms Girl:[25] Tiny Tiny.[26] En su semana de lanzamiento vendió 5.145 copias, llegando al puesto 14 de las listas japonesas.[27]
- Interpretará el tema Dreamy Lights para el ONA Lunatan ~1-Mannen no Himitsu!.[28]
- Formando parte del grupo "Tokimeki Kanshasai" participará de la serie Tokimeki Kanshasai no Tokimeki Challenge.[29]
- En su rol como Kotono Kashiwaba, participará del ending Hypno de la adaptación al anime del videojuego Caligula.[30]